# Медитеранске игре 2030.
Медитеранске игре 2030. (алб. Lojërat Mesdhetare 2030), или службено XXI Медитеранске игре, предстојеће је спортско такмичење које ће се одржати од 24. јула до 4. августа 2030. године у Приштини. Прво је издање овог такмичења које ће бити одржано у Србији.